# Жозеф-Нікола Деліль
Жозе́ф-Ніколя́ Делі́ль (фр. Joseph-Nicolas Delisle; 4 квітня 1688 — 11 вересня 1768) — французький астроном і картограф, член Паризької АН (1716).

## Життєпис
Рідний брат — Гійом Деліль — французький географ та картограф.
Родився в Парижі. Закінчив Мазарініївский колеж, потім вивчав астрономію і математику, працював помічником Джованні Доменіко Кассіні в Паризькій обсерваторії. У 1712 створив невелику власну обсерваторію. У 1714 почав вивчати астрономію в Паризькій АН у Дж. Ф.Маральді. З 1718 професор математики в Колеж-Рояль. В 1726 був запрошений до Росії як перший академік астрономії до заснованої незадовго до того Петербурзької АН. Був членом Петербурзької АН до 1747, коли повернувся в Париж. Тут одержав посаду астронома французького військового флоту і відновив викладання в Колеж-Рояль, де працював до 1761.
Великі заслуги Деліля в організації астрономічних робіт в Петербурзькій АН в перші роки її існування. За його проектом була побудована і оснащена інструментами академічна астрономічна обсерваторія в будівлі Кунсткамери. Створення обсерваторії було частиною програми робіт, складеної Делілем, яка включала градусні вимірювання, визначення відстаней до Сонця і Місяця, розробку теорії їхніх рухів, дослідження рефракції і підготовку російських наукових кадрів. Організував у 1726 році в Росії систематичні метеорологічні спостереження і спостереження полярних сяйв, у 1735-му висунув ідею про створення першої в Росії служби часу. Очолював астрономічні роботи, необхідні для проведеного в АН картографування території Росії. За пропозицією Деліля при АН був створений Географічний департамент для керівництва картографуванням, і він став його першим директором (1739—1740). Розробив у 1728 еквідистанційну конічну картографічну проєкцію, найзручнішу для такої витягнутої вздовж паралелі країни, як Росія, намітив план створення мережі астропунктів для побудови точної карти Росії. Виміряв у 1737 базисну лінію завдовжки 21,5 км по льоду Фінської затоки між Петергофом і Дубками (поблизу Сестрорецька).
Астрономічні роботи Деліля присвячені спостережній астрономії, астрометрії, небесній механіці. Спостерігав сонячні і місячні затемнення, покриття зірок і планет Місяцем, вивчав сонячні плями, вимірював діаметри Сонця, Місяця і планет. Займався організацією, передобчисленням і обробкою спостережень за визначенням паралаксу Сонця і Місяця, що проводилися Н. Л. Лакайлем на мисі Доброї Надії, Ж. Ж. Ф. Лаландом в Берліні, Дж. Брадлеєм в Гринвічі, А. Н. Грішовим в Петербурзі. Керував організацією спостережень проходження Венери по диску Сонця в 1761 і 1769, склав на підставі свого методу карту видимості цього явища. Разом з Г. Гейнзіусом спостерігав комети 1742 і 1744, побудував теорії їхнього руху. Дав детальний аналіз усіх публікацій з теорії комет після Ісаака Ньютона і Едмонда Галлея. Розробив метод визначення орбіт комет. Займався деякими питаннями оптики, зокрема дифракцією світла; вивчав дифракцію від різних за формою тіл, відкрив низку важливих закономірностей цього явища.
Значну увагу приділяв вивченню та перекладу європейськими мовами найкращих праць вчених Сходу, зокрема Улугбека. Виховав блискучу плеяду учнів не тільки в Росії, але і у Франції, серед них були Л. Годен, Лаланд, Мессьє.
Член Лондонського королівського товариства, Берлінської АН та багатьох інших академій наук і наукових товариств.

## Карти України
1736 р. Жозеф-Нікола Деліль склав мапу «Charte derer von der Russisch-Keyser Armee im Jahr 1736». 1745 р. опублікував її в «Russischer Atlas: Welcher in einer General-Charte und neunzehen Special-Charten das gesamte Russische Reich und dessen angraentzende Laender, nach den Regeln der Erd-Beschreibung und den ne Academie der Wissenschafften (СПб., 1745)». До цього атласу ввійшли ще кілька його карт українських земель: «Charte der Kriegs Operationen am Donn und Dnieper. Ihro Russisch Key Serl: Maiesty: Glorieusen Armeen Ao.1736» (Карта військових дій на Дону і Дніпрі її Російської Імператорської величності славної армії в 1736 р.), «Theatrum Belli Ao MDCCXXXVII. a milite Augustae Russorum Imperatricis adversus Turcas Tattarosque gesti. Ex. autographis in Acad. Scient: Petropol» (Карта театру військових дій в Російсько-турецькій війні в 1737 р.), «Verus Chersonesi Tauricae Seu Crimeae Conspectus» (1737 р.), «Theatrum Belli ad Borysthenem Tyram & Danubium Fluvios gesti» (1738 р.).На цих картах позначено укріплення, розташування військ, шляхи їх руху в кампанії 1736 р., 1737 р., 1738 р. Російсько-турецької війни 1735—1739 рр. Підписи на картах — німецькою мовою..
На карті «Charte derer von der Russisch-Keyser Armee im Jahr 1736» Лівобережна Україна це «Ukraine», Правобережна представлена Волинню (Volhinien) та Поділлям (Podolien). Також на карті позначена Українська лінія, турецько-російський кордон..